# ワンセグランチボックス
『ワンセグランチボックス』は、NHKワンセグ2で2009年4月6日から2012年3月2日まで放送された情報番組である。

## 放送時間
- 月曜日 - 金曜日 12:00 - 13:00（JST）

2009年度
- 12:00 - 12:40（JST）

選抜高校野球、夏の高校野球の期間と年末年始は放送休止される。

## 出演者

### スタジオ
- 木佐彩子
- 羊子（ようこ）
デザイン：たけださなえ　声：広津佑希子
羊子の設定：1979年（ひつじ年）4月6日（おひつじ座）生まれらしい。出身は、東京近郊の牧場か動物園と噂されているが、詳細は不明。お金には堅実。体型は羊毛でふっくらしてみえるが、本当はスリムだと本人は主張している。

### ランチタイムライブリポーター
- 鈴木あきえ
- 広海・深海
- ジェシカ
- 麻里奈

## コーナー
- ひるとも - 毎日1組のゲストを招いて、トークする。2009年度は不定期にゲストを呼んた。
過去に出演した主なゲスト：IKKO、YOU、サンドウィッチマン、吾妻謙（NHKアナウンサー）、石井一久（木佐彩子主人、放送当時埼玉西武ライオンズ投手[注釈 1]）など
- まちとも - 隔週水曜日、都内の一つのエリアを決め、そのエリアにいた「おしゃれ女子」や「弁当男子」を紹介する。
- プチ得 - 月曜日から水曜日、ちょっぴり得する情報を紹介する。2009年度は「楽コト」というタイトルだった。
- 楽モノ - 最新の商品やサービスを紹介する。内容は『NHKニュースおはよう日本』の「まちかど情報室」と同じ。
- 楽ごはん - 毎週1人の料理研究家、シェフなどを講師に、簡単でヘルシーな料理を毎日1品ずつ紹介する。
過去に出演した主な講師：SHIORI、ベリッシモ・フランチェスコ、森崎友紀、川越達也、まきまさ美[注釈 2]、コウケンテツ、瀬尾幸子など
このコーナーはNHKワールド・プレミアムでもほぼ毎日、1:30（JST）から放送される。編成の状況によっては2日分連続で放送されることもある。
- 今日の一曲 - 毎日、最新のJ-POPの曲を紹介する。
- ランキングボックス（木曜日）
  - 週間ケータイ音楽ダウンロードランキングTOP10（レコチョク調べ、放送日8日前 - 放送日2日前のデータ）
  - 映画動員ランキングTOP10（興行通信社調べ、放送日前週の土曜日と日曜日のデータ）
  - みんなの本音ランキング（gooランキング調べ）
- 週末倶楽部（金曜日） - 大人の女性に週末の過ごし方を提案するコーナー。
  - 週末酒道部 - 利き酒師の葉石かおりが、お酒の楽しみ方を伝授する。
- ランチタイムライブ
  - 隔週水曜日 - 鈴木あきえが、都内のオフィスに潜入し、その会社の秘密や、名物社員をレポートする。
  - 金曜日 - リポーターが都内のおしゃれなランチスポットを紹介する。店員や客にインタビューすることもある。
- 木佐のこれだけは聞きたい - 「ひるとも」のゲストに木佐がどうしても聞きたい質問をする。
- 羊子の発見!かばんの中身を見せて! - 「ひるとも」」のゲストのかばんの中身を見てみようという企画である。

## メッセージ投稿
番組では、視聴者からメッセージを募集する。毎週決まったテーマ、または「ひるとも」のゲストへの質問である。
過去のメッセージテーマの例
「私の目標」、「ひと夏の思い出」、「びっくりした事」など
2009年度
2009年度のメッセージ投稿のテーマは2つに分かれた。
- OLテク
「前向きテク」、「ビューティーテク」など
- バクロしましょ
「甘い私」、「Sな私」、「Mな私」など

## ミニ番組（2011年1月現在）
- 12:30 - 曜日別ミニ番組
  - 月曜日 - 江〜姫たちの戦国〜ダイジェスト
  - 火曜日 - ドラマ10芸能社
  - 水曜日 - ケータイ大自然 ダーウィンが来た!
  - 木曜日 - 世界珍百景（NHKワールド・プレミアムでも放送）
  - 金曜日 - 野田ともうします。
- 12:45 - 
  - クイズdeチャージ！ にっぽん力mini
- 12:55 - 
  - にっぽん木造駅舎の旅

放送時間は変更になることがある。
2009年度
- 12:20 - 
  - クイズdeチャージ！ にっぽん力mini
- 12:25 - 
  - にっぽん木造駅舎の旅
- 12:30 - 
  - 曜日別ミニ番組

### 過去に放送したミニ番組
- ケンコバ教授の5分間1本勝負 - 「Shibuya Deep A」のスピンオフ
- ミャーと旅するアジわいキッチン
- 起業忍者〜イガ社長と秘書ガーコ〜
- 思い出の鉄路
- ジャルジャルのフレフレ!部活（大阪放送局制作）
- NHK×美少女図鑑（札幌放送局制作）
- Cool! Hokkaido（NHKワールドTVおよび北海道地方の総合テレビで放送された番組）
- 目指せ！地デジ芸人ウーイェイ（大阪放送局制作）

ドラマ系
- 大河ドラマダイジェスト（2009年『天地人』、2010年『龍馬伝』）
- スペシャルドラマ『坂の上の雲』ダイジェスト
- ドラマ8芸能社 - 「ドラマ10芸能社」の前身の番組
- アフターアワーズ - 『アグリー・ベティ』のスピンオフドラマ

ワンセグオリジナルドラマ
- Aランチ。受付A子の★観察日記
- キスから始まるストーリー
- エル・ポポラッチがゆく!!プレミアムバージョン
- 5んドラ
- hito-koma
- 104 not found
- 本当にあった!? コンビニのキセキ
- こいわらい
- 僕がセレブと結婚した方法
- 僕のとてもわがままな奥さん

青山ワンセグ開発 企画番組
- テイキ～ン！
- ユニクラ
- 手のひらが〜まるちょば
- パラピク　女子高生マコト
- 地味女道

など

## ワンセグランチボックスmini
ワンセグランチボックスminiは前週に放送した内容の中からピックアップして再編集した5分間のミニ番組である。
放送時間
- ワンセグ2：土曜日 1:10 - 1:15（金曜日深夜）、土曜日 12:00 - 12:05
- BS1：月曜日 15:20 - 15:25

その他、2011年からEテレの地上波12セグデジタル放送、アナログ（7月まで）でも毎週土曜日深夜（日曜日未明）に一部放送された。

## テーマ曲
2009年度
- クラウドベリー・ジャム「Hey, I'm Not Afraid」

2010年度
- Nikki & The Corvettes「Let's go」

2011年度
- Yum!Yum!ORANGE「Daisy!」